# 普拉托-阿洛斯泰尔维奥
普拉托-阿洛斯泰尔维奥（義大利語：Prato allo Stelvio），是意大利博尔扎诺-上阿迪杰自治省的一个市镇。总面积51平方公里，人口3370人，人口密度66.1人/平方公里（2009年）。ISTAT代码为021067。